# Alfie Biggs
Alfred George Biggs, conosciuto principalmente come Alfie Biggs (Bristol, 8 febbraio 1936 – Poole, 20 aprile 2012) è stato un calciatore inglese, di ruolo attaccante.
Soprannominato the Baron, con 197 reti in 463 partite ufficiali (di cui 178 in 424 partite in campionato) è uno dei giocatori più rappresentativi della storia dei Bristol Rovers.

## Caratteristiche tecniche
Ambidestro, dotato di ottima tecnica individuale, ad inizio carriera giocava prevalentemente come trequartista, sfruttando le sue doti nei passaggi per mandare in rete i compagni (principalmente i compagni di reparto Barrie Meyer e Geoffrey Bradford negli anni ai Pirates).
Nella seconda parte di carriera, in particolare dopo il ritorno dal Preston N.E. ai Bristol Rovers, giocò principalmente come centravanti, grazie anche alle sue buone doti fisiche.

## Carriera
Esordisce tra i professionisti con i Bristol Rovers all'età di 17 anni nella stagione 1953-1954, in Second Division: milita ininterrottamente in questa categoria fino alla stagione 1960-1961, totalizzando 77 gol in 214 partite di campionato; tra i momenti più degni di nota di questo periodo spicca la vittoria casalinga per 4-0 contro il Manchester Utd di Matt Busby nella FA Cup 1955-1956, nella quale Biggs realizza una doppietta.
Nel corso della stagione 1960-1961 viene ceduto per 18 000 sterline al Preston N.E., altro club di seconda divisione: nonostante le buone medie realizzative (22 reti in 49 partite di campionato), Biggs, fortemente legato alla sua città natale di Bristol, non si ambienta mai del tutto a Preston, e così dopo poco meno di 2 anni fa ritorno per 12 000 sterline ai Rovers, nel frattempo retrocessi in Third Division: milita ininterrottamente in questa categoria fino al termine della stagione 1967-1968 per un totale di 210 presenze e 101 reti, vincendo tra l'altro anche il titolo di capocannoniere del campionato nella stagione 1963-1964.
Nella stagione 1968-1969, la sua ultima da calciatore professionista, veste invece le maglie di Walsall (in terza divisione) e Swansea City (in Fourth Division), riuscendo comunque a totalizzare 13 reti in 40 partite fra entrambe le squadre.

## Palmarès

### Individuale
- Capocannoniere della Third Division: 1

1963-1964 (30 reti)